# Aleksej Grigor'evič Rodin
Aleksej Grigor'evič Rodin (Zuevo, 17 febbraio 1902 – Mosca, 27 maggio 1955) è stato un generale sovietico, in servizio, al comando di reparti corazzati, durante la guerra sul Fronte orientale della seconda guerra mondiale. Svolse un ruolo importante soprattutto durante l'operazione Urano, la grande offensiva dell'Armata Rossa nel corso della battaglia di Stalingrado.

## Biografia

### Gli inizi
Dopo aver prestato servito in unità di artiglieria, divenne ufficiale delle nuove truppe corazzate dell'Armata Rossa fin dalla loro costituzione negli anni trenta dopo aver seguito nel 1937 i corsi speciali presso l'Accademia "Stalin" di Meccanizzazione e Motorizzazione. Aleksej Rodin divenne quindi il primo capo di stato maggiore della 9ª Brigata meccanizzata (1937-39) e quindi comandante del 5º Reggimento corazzato e della 2ª Brigata corazzata leggera (1940) acquisendo notevole esperienza pratica riguardo ai problemi organizzativi delle formazioni mobili e la condotta delle operazioni con forze meccanizzate.
Durante la guerra d'Inverno contro la Finlandia, Rodin prestò servizio come capo delle forze corazzate del 50º Corpo di fucilieri, mentre dopo la fine di quel conflitto venne assegnato, come vice-comandante, alla 24ª Divisione corazzata dipendente dal 10º Corpo meccanizzato, una delle nuove formazioni mobili dell'Armata Rossa in fase di affrettata costituzione. All'inizio dell'Operazione Barbarossa il 10º Corpo meccanizzato era schierato nel settore settentrionale del fronte orientale e Rodin partecipò ai violenti e difficili combattimenti sul fiume Luga. Dopo le pesanti sconfitte dell'estate 1941, l'alto comando sovietico decise di sciogliere tutti i corpi meccanizzati e di costituire una serie di formazioni mobili più piccole; nel settembre Rodin divenne comandante di una di queste nuove unità, la 13ª Brigata carri di cui mantenne la guida fino al febbraio 1942.
Durante la fase di riorganizzazione delle forze mobili sovietiche nell'inverno 1941-1942 prese il comando della 124ª Brigata carri mentre nel maggio 1942 passò alla guida delle forze corazzate assegnate alla 54ª Armata; finalmente nel settembre 1942 ricevette un importante incarico operativo e divenne comandante in capo del nuovo 26º Corpo carri, costituito con una serie di brigate già provate in combattimento e mantenuto in riserva generale durante l'operazione Blu sferrata dai tedeschi nell'estate 1942.

### Operazione Urano
Il generale Rodin entrò in combattimento con il 26º Corpo carri solo al momento dell'inizio dell'operazione Urano durante la battaglia di Stalingrado e guidò la sua potente formazione, equipaggiata con 157 carri armati e inquadrata nella 5ª Armata carri, con grande energia e abilità nella fase di rapidissima avanzata nelle retrovie del fronte dell'Asse. Furono i carri del 26º Corpo corazzato che sbaragliarono le riserve mobili tedesco-rumene e conquistarono di sorpresa il fondamentale ponte di Kalač, raggiungendo risultati decisivi per l'esito della grande manovra a tenaglia. 

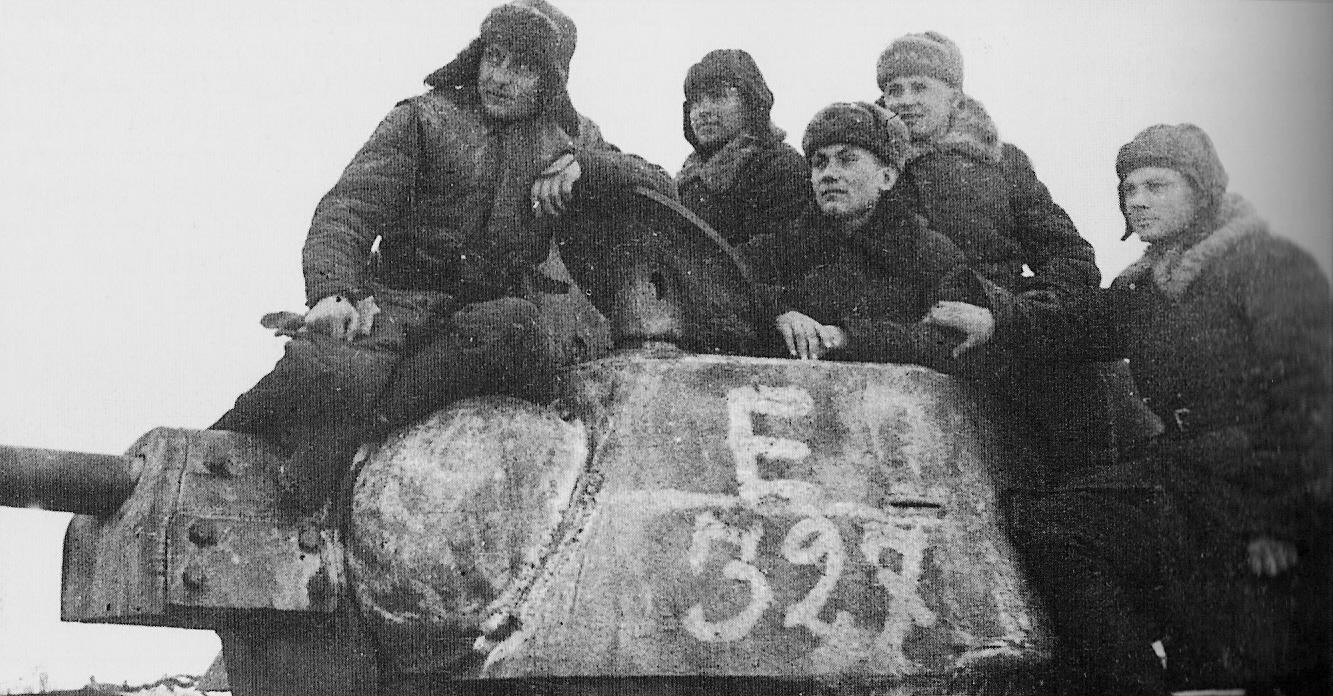
Carro armato sovietico in azione durante l'operazione Urano.

Nelle sue memorie Rodin ha narrato i drammatici avvenimenti dei primi giorni dell'avanzata dei suoi reparti corazzati. Dopo duri combattimenti iniziali per sfondare il fronte rumeno, i carri armati si spinsero in profondità nella steppa il 19 novembre 1942; nonostante la fitta nebbia e il terreno pericoloso a causa della presenza di profondi burroni (le balkas), Rodin fece avanzare i suoi uomini anche durante la notte utilizzando le bussole e ufficiali ricognitori. Nella notte i carri di Rodin incrociarono, senza essere individuati, i reparti meccanizzati di una divisione corazzata rumena che, ignara della vicinanza dei sovietici, marciava verso nord; Rodin intercettò le comunicazione di questa colonna che venne poi distrutta e proseguì ancora con le sue brigate corazzate deviando verso sud-est in direzione del villaggio di Perelazovskij, sede di un importante quartier generale rumeno. I mezzi corazzati di Rodin irruppero di sorpresa a Perelazovskij all'alba del 20 novembre e travolsero il comando rumeno; furono catturati numerosi prigionieri, fu raccolto abbondante bottino, equipaggiamenti e documentazione. Durante la giornata del 20 novembre, dopo aver occupato il villaggio, Rodin continuò ad avanzare nella steppa incontrando scarsa resistenza e nel pomeriggio i suoi reparti si avvicinarono al Don.
Il 21 novembre il 26º Corpo carri si portò nelle vicinanze dell'importantissimo ponte sul Don a Kalač; Rodin prese l'audace decisione di tentare un attacco immediato al ponte organizzando un reparto speciale di fanteria motorizzata e carri armati che nella notte del 21-22 novembre raggiunse il fiume e colse di sorpresa il presidio tedesco; in breve tempo il ponte venne conquistato intatto e i sovietici costituirono una preziosa testa di ponte sulla riva orientale. Il giorno seguente Rodin fece avanzare il grosso del 26º Corpo carri che, dopo alcuni combattimenti con reparti di Panzer-Division tedesche giunti di rinforzo, passò a sua volta il fiume sul ponte occupato nella notte dal distaccamento avanzato; infine il 23 novembre 1942 Rodin, giunto sul posto, diresse personalmente l'attacco alla città di Kalač che venne occupata definitivamente entro le ore 14:00 dopo un assalto combinato da nord e da ovest da parte di due brigate del 26º Corpo carri. Contemporaneamente altre forze sovietiche avevano potuto attraversare il Don sul ponte conquistato dal 26º Corpo carri e avevano proseguito verso sud-est per effettuare il congiungimento con i reparti mobili che avevano attaccato il 20 novembre dal territorio a sud di Stalingrado in direzione nord-occidentale; alle ore 15:00 del 23 novembre 1942 si chiuse con successo la grande manovra d'accerchiamento prevista dall'operazione Urano.
Per i brillanti risultati raggiunti, Rodin ottenne grande apprezzamento e il suo corpo venne ridenominato in riconoscimento 1º Corpo corazzato della Guardia "Donskij" ("del Don").

### Gli ultimi anni della guerra
Rodin ricevette importanti riconoscimenti per l'eccellente comportamento dei suoi soldati durante l'operazione Urano; il generale venne promosso, premiato il 7 febbraio 1943 con la decorazione di Eroe dell'Unione Sovietica ed assegnato al comando della nuova 2ª Armata carri, appena costituita dall'alto comando sovietico, con la quale prese parte nel febbraio e marzo 1943 alla difficile avanzata del Fronte Centrale del generale Konstantin Rokossovskij verso Sevsk e Smolensk che si concluse con un insuccesso.
Nel luglio 1943 Rodin guidò la 2ª Armata carri, sempre alle dipendenze del Fronte Centrale, nella battaglia di Kursk, dove i suoi mezzi corazzati vennero impegnati in ritardo e senza risultati decisivi. Dopo nuove difficoltà durante l'operazione Kutuzov nell'agosto 1943 di fronte alle munite posizioni difensive tedesche, il generale Rodin riuscì a raggiungere e liberare Sevsk nel settembre 1943. In non buone condizioni di salute, Rodin cedette la guida della 2ª Armata carri e assunse fino alla fine della guerra mansioni di comando amministrativo delle forze corazzate e meccanizzate assegnate prima al Fronte Occidentale e poi al 3° Fronte Bielorusso.
Dopo la fine della guerra Rodin comandò le forze meccanizzate di alcuni distretti militari sovietici e diresse la scuola di addestramento e tattica delle forze meccanizzate sovietiche all'Accademia di stato maggiore "Vorošilov" fino al suo ritiro dal servizio attivo nel 1954, un anno prima della sua morte.